# Christian Ulrik Hansen
Christian Ulrik Hansen (26. maj 1921 i Farsø – 23. juni 1944 i København) blev gennem sin indsats under besættelsen en af frihedskampens markante skikkelser. Inden han engagerede sig i modstandskampen studerede han teologi.
Christian Ulrik Hansens blev født 1921 på Vannerup Vestergaard mellem Mølgaard og Havbro ved Farsø. Hans forældre var gårdejer Arthur Henning Hansen og Kristine Marie Nielsen. Blev student fra Viborg Katedralskole.
Christian Ulrik Hansen deltog i den første nedkastning af allierede agenter i Jylland, som fandt sted ved Trend Storskov. Han blev fører for gruppe nummer 4 i Holger Danske-Gruppen, men han blev hurtigt af Frihedsrådet udpeget til at være organisator af alle modstandsgrupper i Himmerland. Da Flemming Juncker måtte forlade landet og flygte til England, overtog Christian Ulrik Hansen sammen med Vagn Bennike ledelsen af den samlede modstandsbevægelse i Jylland.
I november 1943 kom han i forbindelse med folk i Aars, og her blev dannet en gruppe. Omtrent samtidig oprettede han grupperne i Farsø og Ranum. 
Han blev fanget af Gestapo i Aalborg i februar 1944 og sad i nogle måneder i Vestre Fængsel, i øvrigt sammen med flere af kammeraterne fra Farsø samt hele Hvidstengruppen. Den 18. juni 1944 blev 8 fanger dømt til døden, heriblandt Christian Ulrik Hansen.
Han blev henrettet i Ryvangen den 23. juni 1944. De øvrige dødsdømte fra gruppen blev henrettet 9. august 1944.
I Farsø er der oprettet en mindelund for Christian Ulrik Hansen og Per Sonne.
Et digt af Hansen blev udgivet i Dagbladet Information i 1945.